# Park Jae-seung
Park Jae-seung ((박재승?, 朴在昇?); 1º aprile 1923 – 12 marzo 2015) è stato un calciatore sudcoreano, di ruolo difensore.

## Carriera
Prese parte con la Nazionale sudcoreana ai Mondiali del 1954.

## Statistiche

### Cronologia presenze e reti in nazionale
| Cronologia completa delle presenze e delle reti in nazionale ― Corea del Sud | Cronologia completa delle presenze e delle reti in nazionale ― Corea del Sud | Cronologia completa delle presenze e delle reti in nazionale ― Corea del Sud | Cronologia completa delle presenze e delle reti in nazionale ― Corea del Sud | Cronologia completa delle presenze e delle reti in nazionale ― Corea del Sud | Cronologia completa delle presenze e delle reti in nazionale ― Corea del Sud | Cronologia completa delle presenze e delle reti in nazionale ― Corea del Sud | Cronologia completa delle presenze e delle reti in nazionale ― Corea del Sud |
| Data                                                                         | Città                                                                        | In casa                                                                      | Risultato                                                                    | Ospiti                                                                       | Competizione                                                                 | Reti                                                                         | Note                                                                         |
| ---------------------------------------------------------------------------- | ---------------------------------------------------------------------------- | ---------------------------------------------------------------------------- | ---------------------------------------------------------------------------- | ---------------------------------------------------------------------------- | ---------------------------------------------------------------------------- | ---------------------------------------------------------------------------- | ---------------------------------------------------------------------------- |
| 18-4-1953                                                                    | Singapore                                                                    | Singapore                                                                    | 3 – 1                                                                        | Corea del Sud                                                                | Amichevole                                                                   | -                                                                            |                                                                              |
| 30-4-1953                                                                    | Singapore                                                                    | Indonesia                                                                    | 1 – 3                                                                        | Corea del Sud                                                                | Amichevole                                                                   | -                                                                            |                                                                              |
| 17-6-1954                                                                    | Zurigo                                                                       | Ungheria                                                                     | 9 – 0                                                                        | Corea del Sud                                                                | Mondiali 1954 - 1º turno                                                     | -                                                                            |                                                                              |
| 25-2-1956                                                                    | Manila                                                                       | Filippine                                                                    | 0 – 2                                                                        | Corea del Sud                                                                | Qual. Coppa d'Asia 1956                                                      | -                                                                            |                                                                              |
| 21-4-1956                                                                    | Seul                                                                         | Corea del Sud                                                                | 3 – 0                                                                        | Filippine                                                                    | Qual. Coppa d'Asia 1956                                                      | -                                                                            |                                                                              |
| 26-8-1956                                                                    | Seul                                                                         | Corea del Sud                                                                | 2 – 0                                                                        | Taiwan                                                                       | Qual. Coppa d'Asia 1956                                                      | -                                                                            |                                                                              |
| 2-9-1956                                                                     | Taipei                                                                       | Taiwan                                                                       | 1 – 2                                                                        | Corea del Sud                                                                | Qual. Coppa d'Asia 1956                                                      | -                                                                            |                                                                              |
| 6-9-1956                                                                     | Hong Kong                                                                    | Corea del Sud                                                                | 2 – 2                                                                        | Hong Kong                                                                    | Coppa d'Asia 1956                                                            | -                                                                            |                                                                              |
| 8-9-1956                                                                     | Hong Kong                                                                    | Israele                                                                      | 1 – 2                                                                        | Corea del Sud                                                                | Coppa d'Asia 1956                                                            | -                                                                            |                                                                              |
| 15-9-1956                                                                    | Hong Kong                                                                    | Corea del Sud                                                                | 5 – 3                                                                        | Vietnam del Sud                                                              | Coppa d'Asia 1956                                                            | -                                                                            |                                                                              |
| 18-2-1958                                                                    | Hong Kong                                                                    | Hong Kong                                                                    | 3 – 2                                                                        | Corea del Sud                                                                | Amichevole                                                                   | -                                                                            |                                                                              |
| Totale                                                                       |                                                                              | Presenze                                                                     | 11                                                                           |                                                                              | Reti                                                                         | 0                                                                            |                                                                              |